# Sor Alegría (telenovela de 1967)
Sor Alegría  es una telenovela producida y transmitida por la cadena Venevisión en el año 1967, protagonizada por América Alonso y Néstor Zavarce. También contó con la participación de Adita Riera.

## Elenco
- América Alonso ... Sor Alegría
- Néstor Zavarce
- Adita Riera
- Luis Abreu
- Ivonne Attas
- Héctor Cabrera
- Caridad Canelón ... Teresita/Pochito
- Hugo Pimentel
- Nury Flores
- Enrique Alzugaray
- Soraya Sanz
- Orlando Urdaneta
- Jorge Reyes
- Carlos Subero
- Moisés Ortega
- Humberto Gavídia ... Niño